# Ramka
Ramka (în arabă رمقة) este o comună din provincia Relizane, Algeria.
Populația comunei este de 5.138 de locuitori (2008).